# Provincia Kayanza
Provincia Kayanza este una dintre cele 17 unități administrativ-teritoriale de gradul I ale statului Burundi.